# Hizan
Hizan est un district de la province de Bitlis, en Turquie orientale, au sud-ouest du lac de Van.
Situé dans l'ancien Vaspourakan, Khizan (en arménien Խիզան) a été un centre important de production de manuscrits et de miniatures aux XIVe et XVIe siècles,, notamment dans les monastères arméniens de Baridzor et de Saint-Gamaliel.